# Szamaritánusok

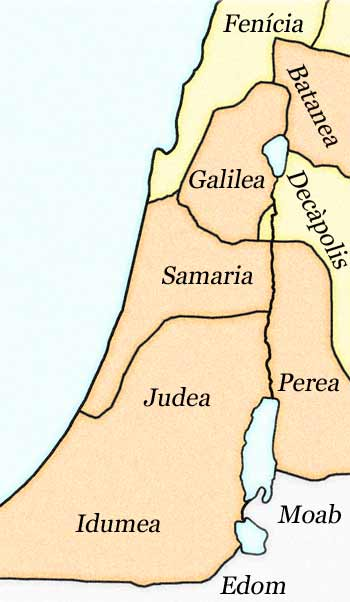
Szamária Heródes korában

A szamaritánusok (szamaritán héber: ࠔࠠࠌࠝࠓࠩࠉࠌ, Shamerim (שַמֶרִים), héberül: שומרונים, arabul: السامريون al-Sāmiriyyūn) Palesztina régiójában élő népcsoport. Az izraelitáktól eredő törzs, amelyet az ókori zsidók eretneknek tartottak. Nevüket Szamáriáról, az ókori Izraeli Királyság fővárosáról kapták.

## Történelem
I. e. 722-ben, miután az asszírok elfoglalták az északi királyságot (Izraelt), a lakosság jelentős részét fogságba hurcolták, majd a birodalom keleti feléből telepítettek lakosokat a területre. Utóbb a betelepítetteket az ott maradt zsidókkal együtt szamaritánusoknak nevezték.
A szamaritánusok több természeti csapás után arra kérték Asszíria uralkodóját, hogy küldjön vissza néhány zsidó papot, akik megtanítják őket az egy igaz Isten tiszteletére. A király teljesítette a kívánságukat, így ők is az Ószövetség Istenét fogadták el. Amikor a babiloni fogságból visszaköltözött zsidók hozzákezdtek a jeruzsálemi templom felépítéséhez, a szamaritánusok a templom közös használatáért cserébe felajánlották a segítségüket, de a zsidók elutasították ezt, mondván, hogy ők vallásilag és etnikailag már nem tiszták. Ezért a szamaritánusok panaszt tettek az időközben az uralmat átvevő perzsa királynál, aki egy időre be is tiltotta az építkezést. Ezután a szamaritánusok saját templomot építettek a Garizim hegyén, de a zsidókkal szemben megmaradt az ellenséges érzésük. Később, a makkabeus zsidó vezető, Johannesz Hürkánosz Kr. e. 128-ban leromboltatta a templomukat, de az aztán újraépült. 
Az Újszövetség szerint Jézus többször is megfordult a szamaritánusok földjén, és volt, hogy a júdeai zsidók őt is szamaritánusnak tekintették. Jézus egy példázatában az eretnek csoportnak tekintett szamaritánusok egyikéről beszélt, szembeállítva a képmutató papokkal és hívőkkel (lásd: irgalmas szamaritánus).
A középkorban Egyiptomban, Damaszkuszban, Askelónban és Gázában éltek. A 19. századra már csak igen kicsiny közösségük maradt fenn Palesztinában. 1842-ben a jeruzsálemi főrabbi „a zsidó nép egyik ágának” ismerte el őket, merthogy „ők is vallják a Tóra igazságát".
Izrael állam 1948-as megalapítása után a visszatérési törvény értelmében állampolgárságot kaptak. 
2012-ben a számuk mintegy 750 fő, 2021-es adat alapján mintegy 900 fő. Zömmel a ciszjordániai Nábluszban és az izraeli Tel-Aviv környéki településeken élnek.

## Vallásgyakorlat
Egyedül Mózes öt könyvét (Tóra) ismerik el szentírásnak. A Tórában említett összes ünnepet megtartják, elzarándokolnak a Garizim hegyére, és a pészah ünnepén áldozatokat mutatnak be.  A liturgiájukat is tartalmazó rituális könyveik arámi nyelven vannak megírva. Saját Tóra szövegük van, és azt állítják, hogy a legősibb törvénytekercsük a kánaáni honfoglalás után 13 évvel készült. 